# Andrena xinjiangensis
Andrena xinjiangensis är en biart som beskrevs av Wu 1985. Andrena xinjiangensis ingår i släktet sandbin, och familjen grävbin. Inga underarter finns listade i Catalogue of Life.